# Kodiramapura, Madhugiri
Kodiramapura là một làng thuộc tehsil Madhugiri, huyện Tumkur, bang Karnataka, Ấn Độ.